# تشارلز غيفورد
تشارلز غيفورد هو سياسي كندي، ولد في 24 فبراير 1821 في المملكة المتحدة، وتوفي في 20 أبريل 1896 في كندا. حزبياً، نشط في حزب أونتاريو المحافظ التقدمي. وقد انتخب عضو برلمان مقاطعة أونتاريو.